# Annette Versluyspad
Het Annette Versluyspad is een voetpad in de wijk Slotervaart in Amsterdam Nieuw-West (Staalmanbuurt).
Eind jaren vijftig van de 20e eeuw bouwde Gemeente Amsterdam aan een woonwijkje ten zuiden van de Henri Dunantstraat, Slotervaart Zuid. Straten werden op 17 april 1957 vernoemd naar personen die enige betekenis hadden gehad binnen de verzorgende wereld. Er kwamen straten vernoemd naar Johannes van der Steur, Elisabeth Boddaert, William Booth en Annette Versluys-Poelman. Ook Deventer en Spijkenisse vernoemden straten naar Versluys-Poelman. De straten in Amsterdam kregen L-vormige rijen portiekwoningen, hier ontworpen door Piet Zanstra voor (onder meer) Woningbouwvereniging Amsterdam-Zuid. In de hoek van de "L" werden speelplaatsen aangelegd met toestellen ontworpen door Aldo van Eyck met zeshoekige zandbak, klimboog en duikelrekken..Vanuit de woningen hadden de ouders constant zicht op de buiten spelende kinderen, een idee van Cor van Eesteren en Jacoba Mulder.
In de jaren tien van de 21e eeuw voldeden de woningen niet meer aan de eisen van de moderne tijd. Het gehele complex ging tegen de vlakte en werd vervangen door een wijk die iets breder is opgezet. Een groot deel van de woningen werd vervangen door woningen ontworpen door Inbo voor woningbouwvereniging de Alliantie. Daarbij was bij de herinrichting geen plaats meer voor een Annette Versluysstraat. Aan de zuidkant van de wijk werd wel een voetpad geprojecteerd; de naam eindigende op straat ging over in Annette Versluyspad. Huisnummers lopen op van 4 tot en met 50, alleen even nummers. De woningen kijken uit over het water op de Aletta Jacobslaan.
Aldo van Eyck kwam ook deels terug in de wijk. Nabij de kruising van het pad en de Johan Huizingalaan kwam een speelveld met toestellen geïnspireerd op het werk van Van Eyck.

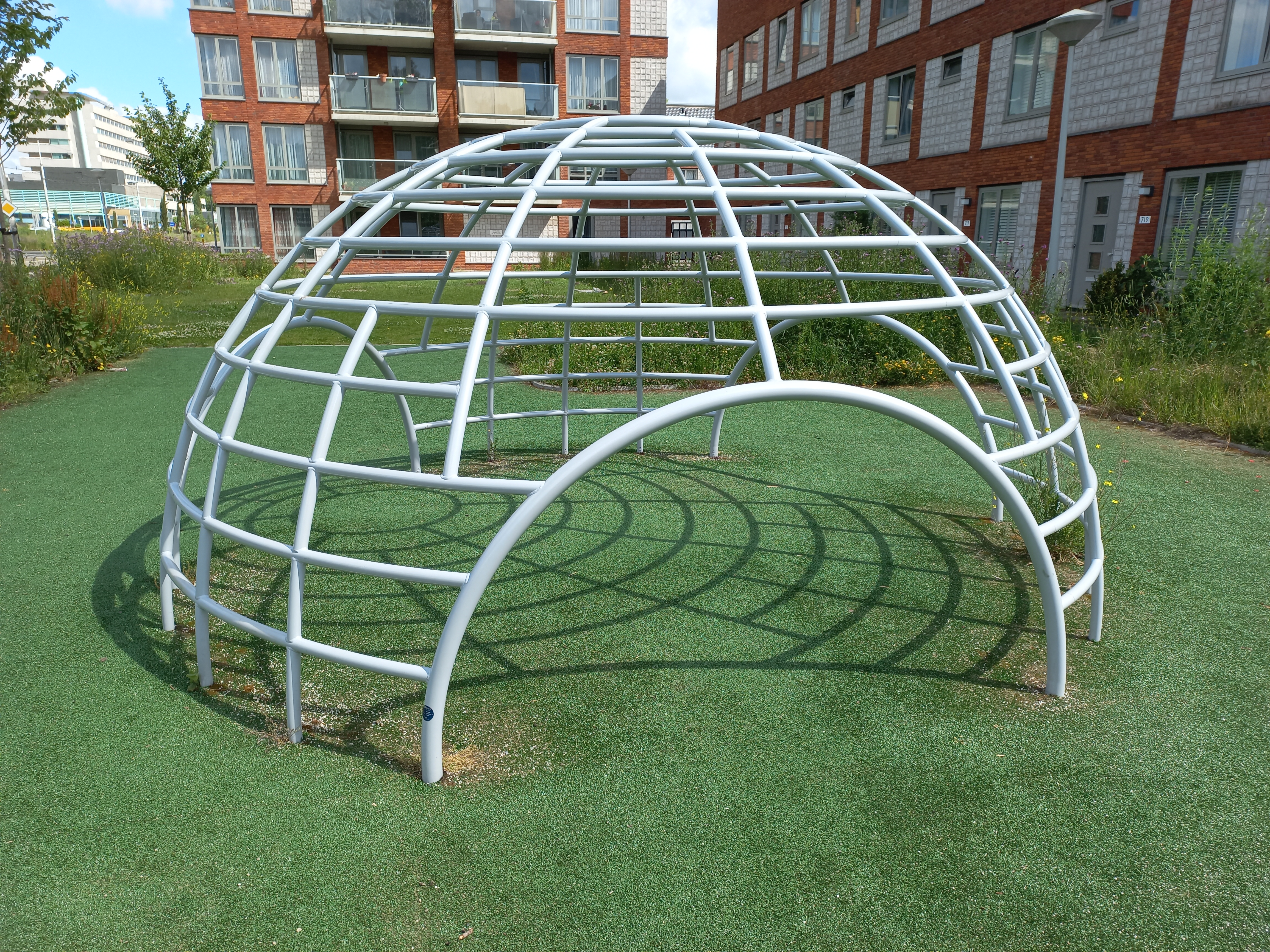
Speeltoestel geïnspireerd op de iglo van Aldo van Eyck (fabrikant sticker linksmidden) (juni 2022)

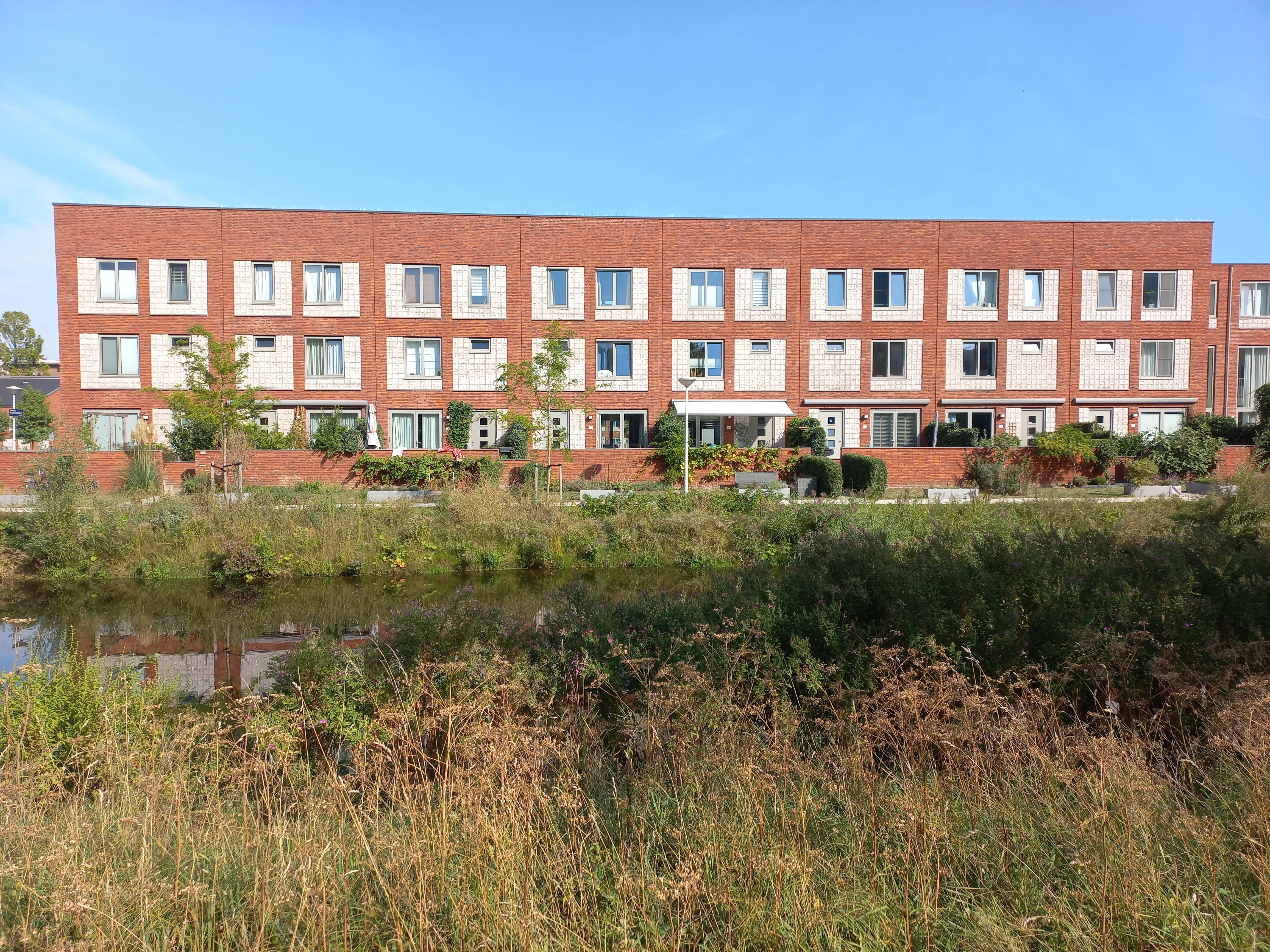
Bebouwing langs het Annette Versluyspad (september 2022)